# Meimoa

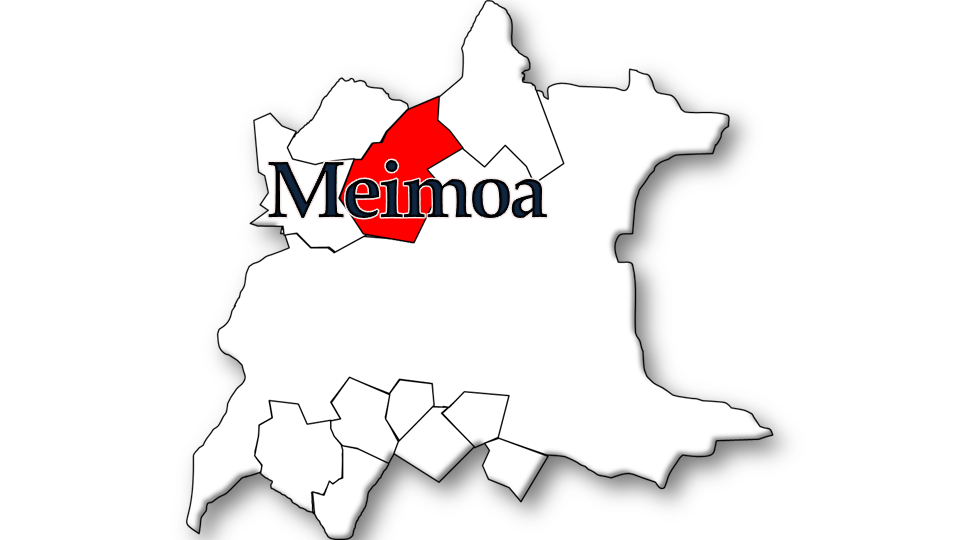
Localização da freguesia no Município de Penamacor

Meimoa é uma povoação portuguesa sede da Freguesia de Meimoa do Município de Penamacor, freguesia com 20,58 km² de área e 307 habitantes (censo de 2021), tendo, por isso, uma densidade populacional de 14,9 hab./km².

## Demografia
A população registada nos censos foi:
| Ano  | 0-14 Anos | 15-24 Anos | 25-64 Anos | > 65 Anos |
| 2001 | 49        | 39         | 193        | 175       |
| 2011 | 25        | 34         | 153        | 161       |
| 2021 | 7         | 23         | 130        | 147       |

## Património

### Ponte da Ribeira de Meimoa ou Ponte de Meimoa
Ponte romana que faz a passagem sobre a ribeira de Meimoa que desagua no Rio Zêzere.

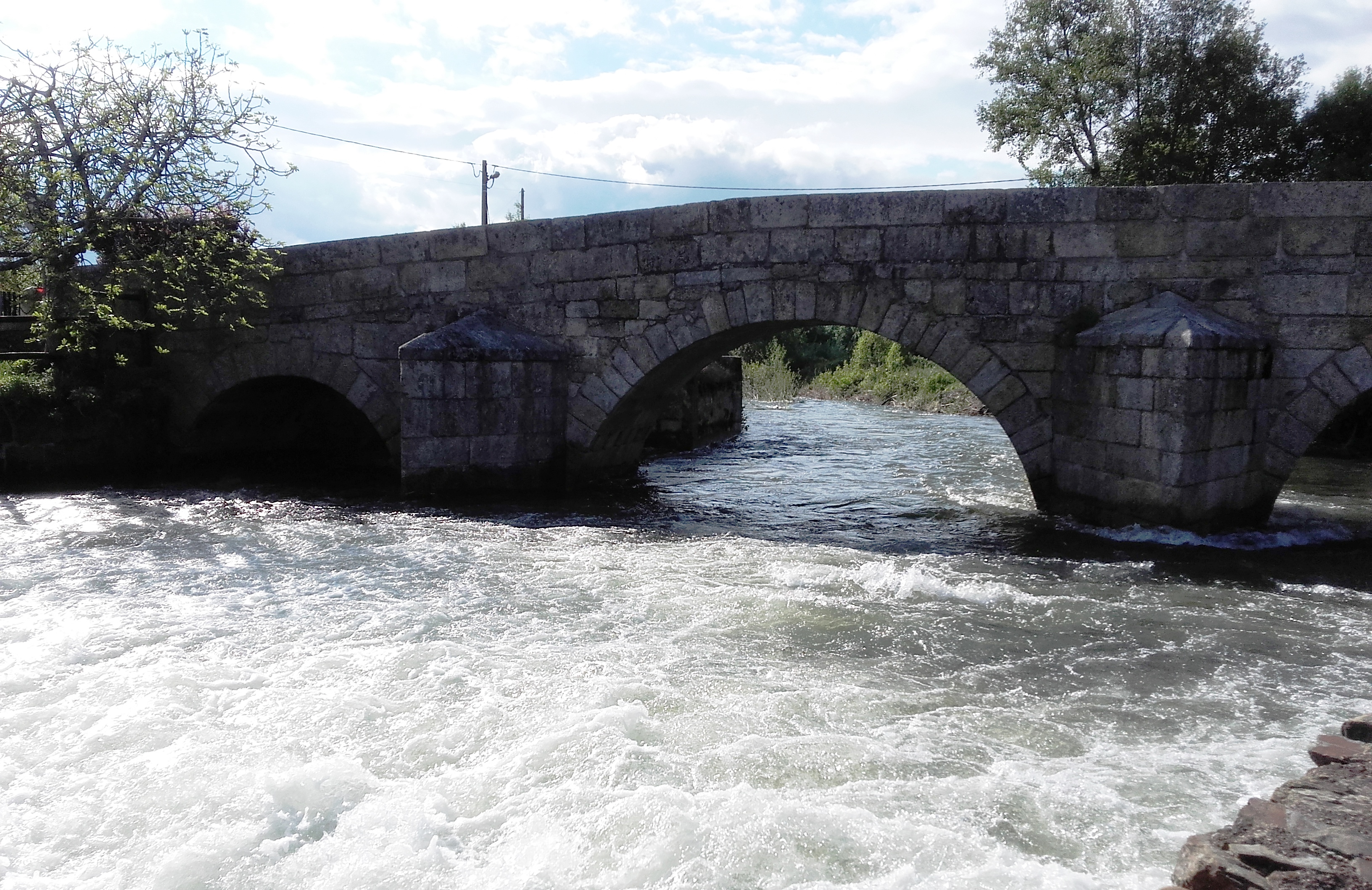
Ponte romana sobre a ribeira de Meimoa em Meimoa

### Outro património
- Casa do Comendador (Meimoa) ou Casa do Governador
- Museu Doutor Mario Bento
- Praia Fluvial
- Capela de S. Domingos
- Cruzeiro
- Nichos
- Fontes de S. Domingos, das Quelhas e da Ladeira
- Lagares de azeite
- Vestígios romanos
- Trecho do Parque Natural da Malcata